# Busto de Bureba
Busto de Bureba es un municipio y localidad española de la provincia de Burgos, en la comunidad autónoma de Castilla y León, comarca de La Bureba, partido judicial de Briviesca.

## Geografía
Integrado en la comarca de La Bureba, se sitúa a 57 kilómetros de Burgos. El término municipal está atravesado por la carretera nacional N-232, entre los pK 484 y 487, y por la carretera provincial BU-504, que conecta con Cascajares de Bureba y Fuentebureba.  
El relieve del municipio está definido por la sierra de Oña por el norte y el río Matapán por el sur, entre los que se extiende una llanura con elevaciones aisladas. La altitud oscila entre los 970 metros al norte, en la sierra de Oña, y los 650 metros al sur, a orillas del río Matapán. El pueblo se alza a 722 metros sobre el nivel del mar. 
| Noroeste: Quintanaélez     | Norte: Oña             | Nordeste: Cascajares de Bureba   |
| Oeste: Quintanaélez        |                        | Este: Miraveche y Cubo de Bureba |
| Suroeste: La Vid de Bureba | Sur: Berzosa de Bureba | Sureste: Fuentebureba            |

Tiene un área de 18,56 km² con una población de 149 habitantes (INE 2018) y una densidad de 8,3 hab/km².

## Medio ambiente
Parte de la superficie del municipio está dentro del Parque natural de los Montes Obarenes.

## Historia

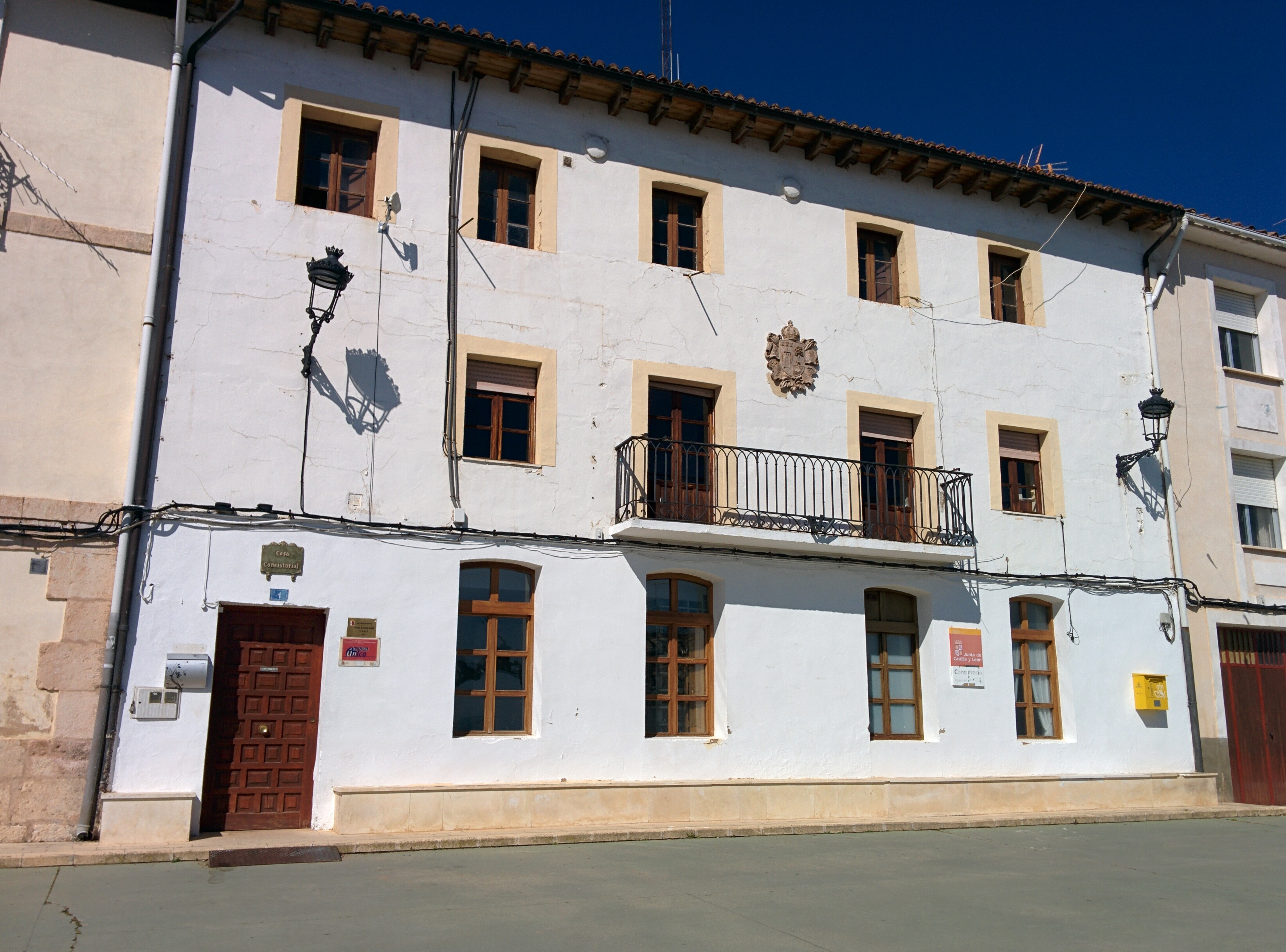
Casa consistorial

A la caída del Antiguo Régimen quedó constituida como ayuntamiento constitucional del mismo nombre en el partido Briviesca, región de Castilla la Vieja.  Contaba entonces con 481 habitantes.
Es la Puerta de los Obarenes por antonomasia.

### Descripción en el Diccionario Madoz
Así se describe a Busto de Bureba en el tomo IV del Diccionario geográfico-estadístico-histórico de España y sus posesiones de Ultramar, obra impulsada por Pascual Madoz a mediados del siglo XIX:

BUSTO: villa con ayuntamiento en la provincia, diócesis, audiencia territorial y capitanía general de Burgos (9 leguas), partido judicial de Briviesca (2); Situada en la falda de una sierra generalmente llamada de Oña, combatida por el viento O y con clima sano, siendo sus enfermedades más comunes disenterías y algunos carbuncos. Consta de 150 casas de un solo piso medianamente construidas, aunque algunas ofrecen bastante comodidad y diseminadas por la población sin formar calles; el piso está en cuesta poco aseado y húmedo, a causa de brotar algunos manantiales cuyas aguas se extienden libremente, formando barrancos, aun en el verano; hay casa para el ayuntamiento bastante capaz, pero de mala fábrica, una escuela de primeras letras, dotada en 60 fanegas de trigo, satisfechas por los 70 niños de ambos sexos que a ella concurren; iglesia parroquial bajo la advocación de San Martín servida por 4 beneficiados enteros, uno de ellos con la cura de almas, de nombramiento ordinario; su torre es antiquísima y se cree sirvió de castillo a los moros, según se manifiestan hacia el N algunas señales de fosos y contrafosos; hay otro edificio deteriorado y sin uso en el día, que llaman iglesia vieja de San Miguel, donde muchos de los actuales habitantes dicen haber oído misa; una ermita dedicada a Nuestra Señora de Media-villa; el cementerio en paraje bien ventilado, y una fuente de abundantes aguas, de mediana calidad. El término confina por N Marcillo; E Solduengo; S Berzosa de Bureba, y O Cubo de Bureba, distante ¼ de legua; entre E y S se encuentra un especie de caserío, más bien llamado chocil, que lleva el nombre de San Baudel, donde se refugian las gentes y ganados en los días de lluvias; hacia el N a ½ legua un monte poblado de encinas, sobre el cual hay un portillo; a ¼ y al pie de aquel una laguna bastante capaz y abundante de aguas muy conocida en el país por las ricas tencas, anguilas, sangujas que en ella se crían, y varias fuentes esparcidas, de mejores aguas que las del pueblo. El terreno es de buena calidad y llano, excepto la parte de la sierra; le baña el riachuelo Matapán que lleva su curso de E a O causando considerable daño a las mieses en sus avenidas; además le riegan otros manantiales de que ya hemos hablado. Los caminos son locales; a 200 pasos se halla la carretera de Santander que se une junto a Cubo de Bureba con la general de Francia, y la correspondencia se recibe de la estafeta de Briviesca por encargados particulares. Producciones: trigo, cebada, centeno, abundantes legumbres, exquisito linos de regadío y buenas yerbas para el ganado; el más preferido de este es el lanar, habiendo también algún vacuno, caballar y mular. La industria consiste principalmente en la agricultura y el comercio en la exportación de frutos sobrantes, e importación del vino de la Rioja y demás productos de que carece. Población: 120 vecinos, 481 almas. Capital productivo: 2.174.120 reales. Imponible: 204.715. Contribución: 11.242 reales.
Diccionario geográfico-estadístico-histórico de España y sus posesiones de Ultramar

## Demografía
Busto de Bureba cuenta con una población de 143 habitantes (INE 2024).
| Gráfica de evolución demográfica de Busto de Bureba entre 1842 y 2021 |
| |
| Población de derecho según los censos de población del INE. Población de hecho según los censos de población del INE.En estos censos se denominaba Busto: 1842, 1857 y 1860. |

## Patrimonio

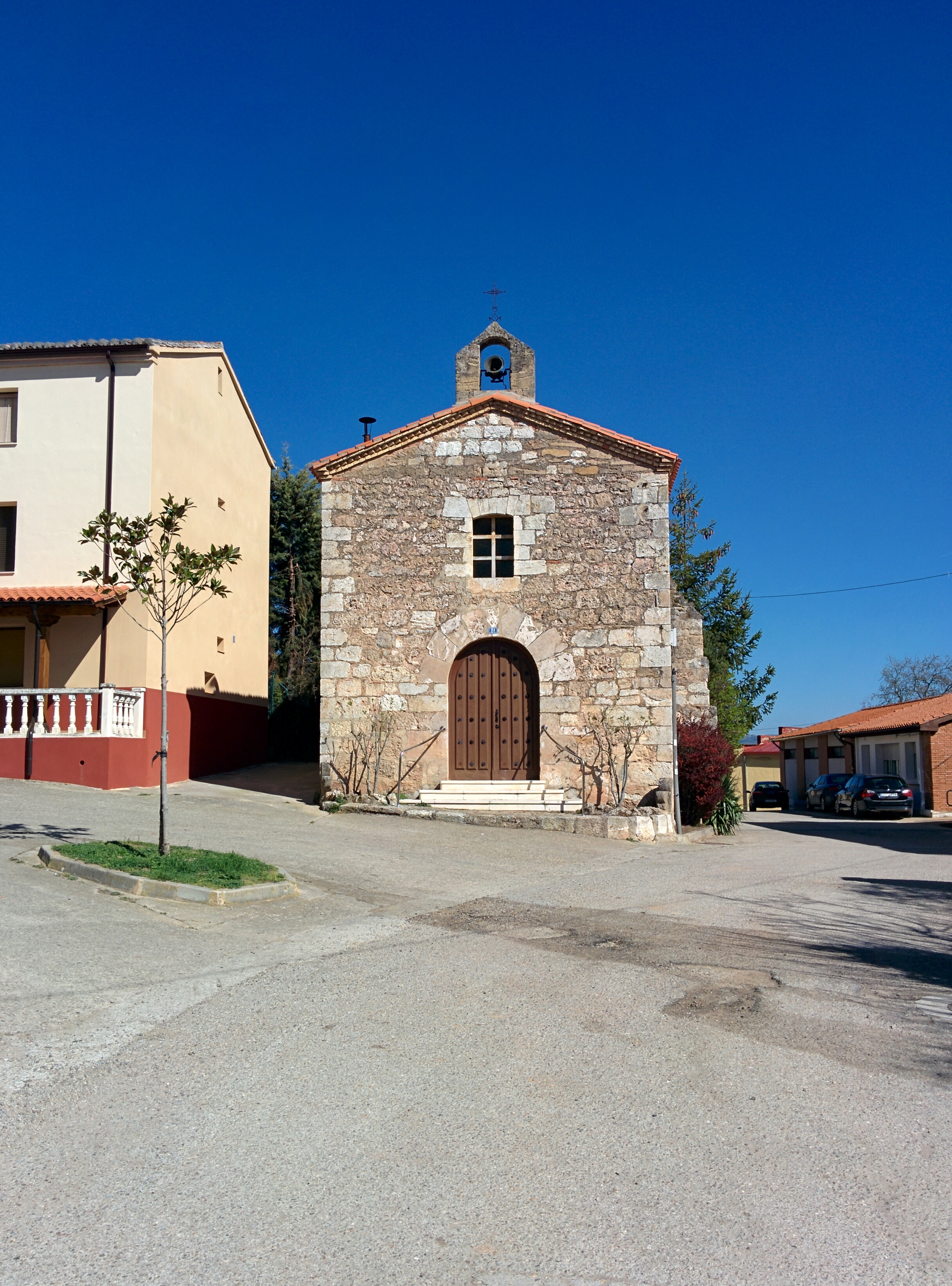
Ermita de Nuestra Señora la Virgen de Mediavilla

Además de la iglesia de San Martín, destacan:
- Ermita de Nuestra Señora la Virgen de Mediavilla.
- Ruinas del Monasterio de San Miguel.

## Fiestas y celebraciones
Sus fiestas se celebran en agosto durante cuatro días.
Entre las diferentes procesiones que tienen lugar a lo largo del año, destaca la procesión del Santo Entierro, el Viernes Santo, y la procesión del Encuentro durante el Domingo de Resurrección. Otras procesiones destacadas son la del Corpus Christi, así como la procesión en honor a su patrona, la Virgen de Mediavilla, que tiene lugar el viernes de las fiestas de acción de gracias.

## Parroquia
Iglesia parroquial católica de San Martín Obispo en el Arcipestrazgo de Oca-Tirón, diócesis de Burgos. Dependen las siguientes localidades :
- Berzosa de Bureba
- Cascajares de Bureba
- Cubo de Bureba
- Miraveche
- La Vid de Bureba